# HD 165438
HD 165438，又名BD-04 4395，SAO 142085、HR 6756，是一颗恒星，视星等为5.77，位于銀經23.48，銀緯7.82，其B1900.0坐标为赤經18h 0m 55.7s，赤緯-4° 7.82′ 33″。